# Dušan Tadić
Dušan Tadić (en serbio:Душан Тадић; Bačka Topola, República Socialista de Serbia, 20 de noviembre de 1988) es un futbolista serbio. Juega como centrocampista y delantero en el Al-Wahda F. C. de la UAE Pro League.

## Trayectoria

### Comienzos en Serbia y paso por el F. C. Groningen
Dušan Tadić creció perfeccionándose en las categorías inferiores de un club de su ciudad, el AIK Bačka Topola. En 2002 se incorporó a la cantera del F. K. Vojvodina, con el que firmaría un contrato profesional en 2006 y debutaría en la SuperLiga Serbia a los dieciocho años. En el club de Novi Sad disputó más de cien partidos y participó en varias rondas eliminatorias de la Copa de la UEFA.

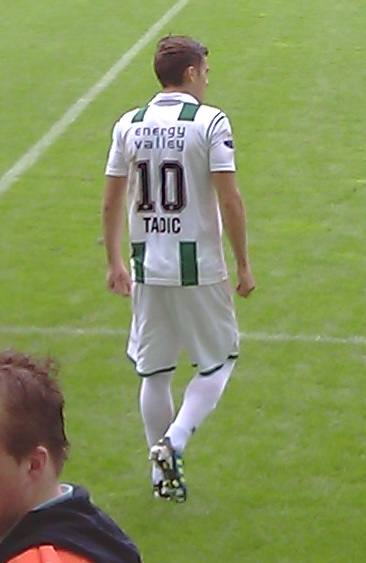
Tadić jugando con el F. C. Groningen.

En 2010, Vojvodina vendió a Tadić por un 1,23 millones de euros al F. C. Groningen de la Eredivisie. Acabó la temporada 2010-11 como el tercer mejor asistente de Europa, únicamente por detrás de Özil y Messi.

### F. C. Twente
Tras dos buenas temporadas en el Groningen, el 10 de abril de 2012 se confirmó el traspaso de Tadić al F. C. Twente por 7,7 millones de euros, en lo que se convirtió en una de las transferencias más caras en el fútbol holandés. A su llegada, el entrenador Steve McClaren dijo: «Es un jugador fantástico que puede añadir mucho a este equipo».
En sus dos campañas en el club neerlandés, se convirtió en uno de los mejores goleadores y en el mejor asistente de la plantilla. Consiguió 32 goles y 36 asistencias en apenas 85 encuentros.

### Southampton Football Club
El 2 de julio de 2014 se confirmó su fichaje por el Southampton FC de Ronald Koeman a cambio de 11 millones de libras. El 17 de agosto, en su debut en Premier League, dio una asistencia de gol ante el Liverpool en Anfield. El 23 de septiembre marcó su primer gol con el club rojiblanco en un triunfo ante el Arsenal (1-2) en Copa de la Liga. El 18 de octubre logró su primer tanto en Premier, además de firmar cuatro asistencias, en la goleada ante el Sunderland (8-0). El 11 de enero dio el triunfo a su equipo en Old Trafford ante el Manchester United.
Continuó teniendo un papel destacado en la plantilla durante tres temporadas más. A nivel individual su mejor campaña fue la 2015-16, también con Koeman, en la que logró sus mejores números en el club con catorce asistencias y nueve goles.

### Ajax de Ámsterdam
El 27 de junio de 2018 se hizo oficial su fichaje por el Ajax de Ámsterdam por 11,4 millones de euros más 2,3 en variables, convirtiéndose en el tercer fichaje más caro de la historia del club tras el serbio Sulejmani y el brasileño Neres. Con el equipo neerlandés debutó en Liga de Campeones, marcando tres goles en las eliminatorias previas a la fase de grupos. Además en la fase de grupos logró cinco tantos, entre los que destacaron sendos dobletes ante el AEK Atenas (0-2) y Bayern Münich (3-3). El 5 de marzo de 2019 fue la figura en el partido de vuelta de octavos de final, en el Estadio Santiago Bernabéu, ante el Real Madrid (1-4) al lograr dos asistencias y un gol que clasificaron al equipo ajacied a los cuartos de final veintidós años después.
Fue uno de los cuatro jugadores del Ajax nominados para el Balón de Oro 2019, y en la ceremonia del 2 de diciembre, se anunció que terminó en el puesto 20.
Llegó a ser el capitán del equipo y se marchó al inicio de la temporada 2023-24 tras llegar a un acuerdo para rescindir su contrato. Durante sus cinco años en el club disputó 241 partidos en los que consiguió 105 goles y conquistó un total de seis títulos.

### Fenerbahçe S. K. y EAU

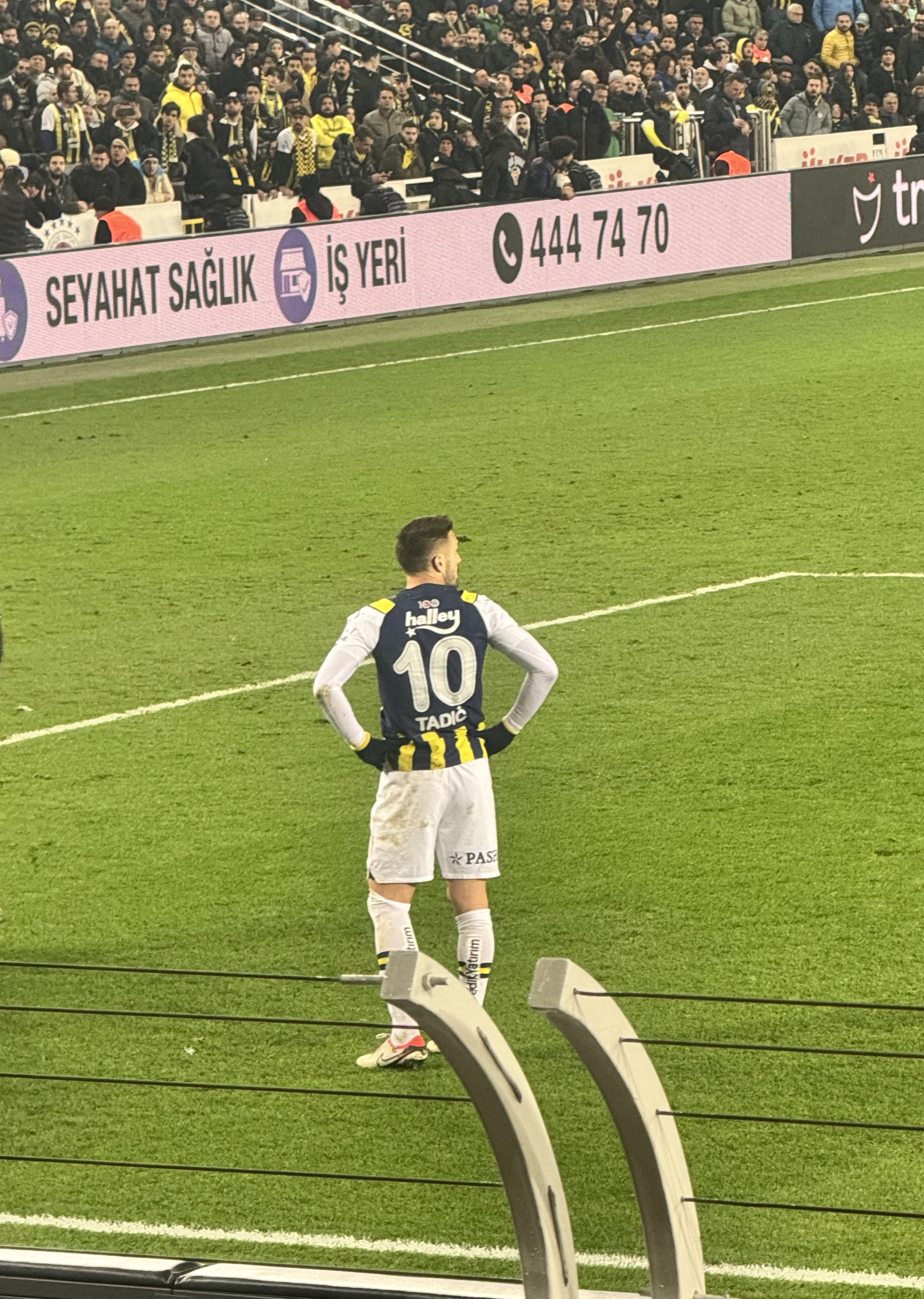
Dušan Tadić, Fenerbahçe v. Ankaragücü (28.01.2024).

El 16 de julio de 2023, dos días después de anunciarse su salida del conjunto de Ámsterdam, se hizo oficial su fichaje por el Fenerbahçe S. K. por dos campañas. En ellas jugó 109 encuentros, marcó 29 tantos y dio 35 asistencias. Se marchó al expirar su contrato después de no ser renovado.
El 8 de agosto de 2025 se anunció su fichaje por el Al-Wahda F. C. por una temporada.

## Selección nacional
En 2007 participó en el Europeo sub-19, donde logró dos goles el triunfo ante Rusia (2-6). Fue internacional en categoría sub-21 en veinticuatro ocasiones, jugando en el Europeo sub-21 de 2009. En 2008 fue convocado por la sub-23 para disputar los Juegos Olímpicos de Pekín.
Debutó con selección absoluta de Serbia, el 14 de diciembre de 2008, ante Polonia. Sin embargo, su consolidación en el equipo nacional no se produjo hasta mediados de 2012.
El 1 de junio de 2018 el seleccionador Mladen Krstajić lo incluyó en la lista de 23 para el Mundial de Rusia. En el torneo mundialista fue titular en los tres encuentros de la fase de grupos, donde dio una asistencia ante Suiza.
En julio de 2024 anunció su retirada como internacional tras 16 años. En ese momento era el jugador que más veces había vestido la camiseta de Serbia, un total de 111 ocasiones.

### Participaciones en Copas del Mundo
| Mundial                        | Sede  | Resultados   | Partidos | Goles |
| ------------------------------ | ----- | ------------ | -------- | ----- |
| Copa Mundial de Fútbol de 2018 | Rusia | Primera fase | 3        | 0     |
| Copa Mundial de Fútbol de 2022 | Catar | Primera fase | 3        | 0     |

### Participaciones en Eurocopas
| Copa          | Sede     | Resultado    | Partidos | Goles |
| ------------- | -------- | ------------ | -------- | ----- |
| Eurocopa 2024 | Alemania | Primera fase | 3        | 0     |

## Estadísticas

### Clubes
Actualizado al último partido disputado el 26 de mayo de 2025.
| Club                           | Div.          | Temporada     | Liga  | Liga  | Copas nacionales | Copas nacionales | Torneos internacionales | Torneos internacionales | Total | Total | Media goleadora |
| Club                           | Div.          | Temporada     | Part. | Goles | Part.            | Goles            | Part.                   | Goles                   | Part. | Goles | Media goleadora |
| ------------------------------ | ------------- | ------------- | ----- | ----- | ---------------- | ---------------- | ----------------------- | ----------------------- | ----- | ----- | --------------- |
| F. K. Vojvodina Serbia         | 1.ª           | 2006-07       | 23    | 3     | 0+               | 0+               | —                       | —                       | 23+   | 3+    | 0.13            |
| F. K. Vojvodina Serbia         | 1.ª           | 2007-08       | 28    | 7     | 0+               | 0+               | 3                       | 0                       | 31+   | 7+    | 0.23            |
| F. K. Vojvodina Serbia         | 1.ª           | 2008-09       | 29    | 9     | 0+               | 0+               | 2                       | 0                       | 31+   | 9+    | 0.29            |
| F. K. Vojvodina Serbia         | 1.ª           | 2009-10       | 27    | 10    | 3+               | 0+               | 2                       | 1                       | 32+   | 11+   | 0.34            |
| F. K. Vojvodina Serbia         | Total club    | Total club    | 107   | 29    | 3+               | 0+               | 7                       | 1                       | 117+  | 30+   | 0.26            |
| F. C. Groningen · Países Bajos | 1.ª           | 2010-11       | 38    | 7     | 3                | 0                | —                       | —                       | 41    | 7     | 0.17            |
| F. C. Groningen · Países Bajos | 1.ª           | 2011-12       | 34    | 7     | 1                | 0                | —                       | —                       | 35    | 7     | 0.2             |
| F. C. Groningen · Países Bajos | Total club    | Total club    | 72    | 14    | 4                | 0                | 0                       | 0                       | 76    | 14    | 0.18            |
| F. C. Twente · Países Bajos    | 1.ª           | 2012-13       | 37    | 13    | 1                | 0                | 13                      | 3                       | 51    | 16    | 0.31            |
| F. C. Twente · Países Bajos    | 1.ª           | 2013-14       | 33    | 16    | 1                | 0                | —                       | —                       | 34    | 16    | 0.47            |
| F. C. Twente · Países Bajos    | Total club    | Total club    | 70    | 29    | 2                | 0                | 13                      | 3                       | 85    | 32    | 0.38            |
| Southampton F. C. Inglaterra   | 1.ª           | 2014-15       | 31    | 4     | 6                | 1                | —                       | —                       | 37    | 5     | 0.14            |
| Southampton F. C. Inglaterra   | 1.ª           | 2015-16       | 34    | 7     | 3                | 0                | 3                       | 1                       | 40    | 8     | 0.2             |
| Southampton F. C. Inglaterra   | 1.ª           | 2016-17       | 33    | 3     | 6                | 0                | 5                       | 0                       | 44    | 3     | 0.07            |
| Southampton F. C. Inglaterra   | 1.ª           | 2017-18       | 36    | 6     | 5                | 1                | —                       | —                       | 41    | 7     | 0.17            |
| Southampton F. C. Inglaterra   | Total club    | Total club    | 134   | 20    | 20               | 2                | 8                       | 1                       | 162   | 23    | 0.14            |
| A. F. C. Ajax · Países Bajos   | 1.ª           | 2018-19       | 34    | 28    | 4                | 1                | 18                      | 9                       | 56    | 38    | 0.68            |
| A. F. C. Ajax · Países Bajos   | 1.ª           | 2019-20       | 25    | 11    | 5                | 2                | 12                      | 3                       | 42    | 16    | 0.38            |
| A. F. C. Ajax · Países Bajos   | 1.ª           | 2020-21       | 34    | 14    | 5                | 3                | 12                      | 5                       | 51    | 22    | 0.43            |
| A. F. C. Ajax · Países Bajos   | 1.ª           | 2021-22       | 34    | 13    | 4                | 1                | 7                       | 2                       | 45    | 16    | 0.36            |
| A. F. C. Ajax · Países Bajos   | 1.ª           | 2022-23       | 34    | 11    | 6                | 2                | 7                       | 0                       | 47    | 13    | 0.28            |
| A. F. C. Ajax · Países Bajos   | Total club    | Total club    | 161   | 77    | 24               | 9                | 56                      | 19                      | 241   | 105   | 0.44            |
| Fenerbahçe S. K. Turquía       | 1.ª           | 2023-24       | 38    | 10    | 2                | 0                | 16                      | 6                       | 56    | 16    | 0.29            |
| Fenerbahçe S. K. Turquía       | 1.ª           | 2024-25       | 35    | 11    | 2                | 0                | 16                      | 2                       | 53    | 13    | 0.25            |
| Fenerbahçe S. K. Turquía       | Total club    | Total club    | 73    | 21    | 4                | 0                | 32                      | 8                       | 109   | 29    | 0.27            |
| Al-Wahda F. C. · EAU           | 1.ª           | 2025-26       | 0     | 0     | 0                | 0                | 0                       | 0                       | 0     | 0     | 0               |
| Al-Wahda F. C. · EAU           | Total club    | Total club    | 0     | 0     | 0                | 0                | 0                       | 0                       | 0     | 0     | 0               |
| Total carrera                  | Total carrera | Total carrera | 617   | 190   | 57+              | 11+              | 116                     | 32                      | 790+  | 233+  | 0.29            |
| 1. 2. 3.                       |               |               |       |       |                  |                  |                         |                         |       |       |                 |

### Selección
La siguiente tabla detalla los partidos, goles y asistencias del jugador en la selección serbia.
| Sub-19 Serbia | 2007          | —  | — | — | 3  | 2 | 0 | —  | — | —  | 3  | 2  | 0  |
| Sub-19 Serbia | Total         | 0  | 0 | 0 | 3  | 2 | 0 | 0  | 0 | 0  | 3  | 2  | 0  |
| Sub-21 Serbia | 2007          | —  | — | — | 2  | 0 | 0 | —  | — | —  | 2  | 0  | 0  |
| Sub-21 Serbia | 2008          | 1  | 0 | 1 | 3  | 0 | 0 | —  | — | —  | 4  | 0  | 1  |
| Sub-21 Serbia | 2009          | 3  | 0 | 0 | 6  | 0 | 0 | —  | — | —  | 9  | 0  | 0  |
| Sub-21 Serbia | 2010          | 1  | 0 | 0 | 2  | 0 | 0 | —  | — | —  | 3  | 0  | 0  |
| Sub-21 Serbia | Total         | 5  | 0 | 1 | 13 | 0 | 0 | 0  | 0 | 0  | 18 | 0  | 1  |
| Absoluta Serbia | 2008          | 1  | 0 | 0 | —  | — | — | —  | — | —  | 1  | 0  | 0  |
| Absoluta Serbia | 2009          | —  | — | — | —  | — | — | —  | — | —  | 0  | 0  | 0  |
| Absoluta Serbia | 2010          | 1  | 0 | 1 | —  | — | — | —  | — | —  | 1  | 0  | 1  |
| Absoluta Serbia | 2011          | —  | — | — | —  | — | — | —  | — | —  | 0  | 0  | 0  |
| Absoluta Serbia | 2012          | 5  | 0 | 0 | —  | — | — | 4  | 1 | 1  | 9  | 1  | 1  |
| Absoluta Serbia | 2013          | 4  | 3 | 0 | —  | — | — | 6  | 1 | 1  | 10 | 4  | 1  |
| Absoluta Serbia | 2014          | 5  | 1 | 0 | 3  | 0 | 1 | —  | — | —  | 8  | 1  | 1  |
| Absoluta Serbia | 2015          | 2  | 0 | 0 | 4  | 0 | 0 | —  | — | —  | 6  | 0  | 0  |
| Absoluta Serbia | 2016          | 3  | 2 | 2 | —  | — | — | 4  | 3 | 5  | 7  | 5  | 7  |
| Absoluta Serbia | 2017          | 1  | 0 | 1 | —  | — | — | 6  | 1 | 2  | 7  | 1  | 3  |
| Absoluta Serbia | 2018          | 4  | 1 | 1 | 5  | 1 | 1 | 3  | 0 | 1  | 12 | 2  | 3  |
| Absoluta Serbia | 2019          | —  | — | — | 6  | 2 | 5 | —  | — | —  | 6  | 2  | 5  |
| Absoluta Serbia | Total         | 26 | 7 | 5 | 18 | 3 | 7 | 23 | 6 | 10 | 67 | 16 | 22 |
| Total carrera | Total carrera | 31 | 7 | 6 | 34 | 5 | 7 | 23 | 6 | 10 | 88 | 18 | 23 |
| (1) Incluye los partidos de Europeo Sub-19, Eurocopa Sub-21 y fases clasificatorias europeas. (2) Incluye los partidos de clasificación mundialista y Copa del Mundo. |               |    |   |   |    |   |   |    |   |    |    |    |    |

### Resumen
| Competición           | Partidos | Goles | Asistencias | Promedio |
| --------------------- | -------- | ----- | ----------- | -------- |
| Liga                  | 442      | 132   | 133         | 0,30     |
| Copas nacionales      | 35       | 5     | 9           | 0,14     |
| Copas internacionales | 58       | 17    | 23          | 0,29     |
| Selecciones           | 88       | 18    | 23          | 0,20     |
| Total                 | 623      | 171   | 188         | 0,27     |

## Palmarés

### Títulos nacionales
| Título                        | Club              | País         | Año  |
| ----------------------------- | ----------------- | ------------ | ---- |
| Copa de los Países Bajos      | Ajax de Ámsterdam | Países Bajos | 2019 |
| Eredivisie                    | Ajax de Ámsterdam | Países Bajos | 2019 |
| Supercopa de los Países Bajos | Ajax de Ámsterdam | Países Bajos | 2019 |
| Copa de los Países Bajos      | Ajax de Ámsterdam | Países Bajos | 2021 |
| Eredivisie                    | Ajax de Ámsterdam | Países Bajos | 2021 |
| Eredivisie                    | Ajax de Ámsterdam | Países Bajos | 2022 |

### Distinciones individuales
| Distinción                        | Año        |
| --------------------------------- | ---------- |
| Futbolista del Año en Serbia.     | 2016, 2019 |
| Equipo estelar de la Eredivisie.  | 2018-19    |
| Máximo goleador de la Eredivisie. | 2018-19    |